# Flower (Tiaraのアルバム)
『Flower』（フラワー）は、日本の歌手Tiaraの3枚目のオリジナル・アルバム。2012年1月25日発売。

## 解説
前作から11ヶ月ぶり、デビュー後3作目のアルバムである。
女性向けの前向きな曲を多く収録した理由として、2011年に30歳を迎えたTiara本人の心情が投影された為と説明している。
客演参加しているmoumoonのYUKAとは、お互いがインディーズ時代からの仲。

## 参加アーティスト
Spontania・WISE・moumoon・MIHIRO 〜マイロ〜

## 収録曲
1. 笑顔のキミが好きだから with YUKA from moumoon
  - 作詞：Tiara / 作曲：GIORGIO CANCEMI / 編曲・プロデュース：GIORGIO CANCEMI
  - リードシングルとして先行配信された。
2. ありがとう。愛してた人 feat. Spontania
  - 作詞：Tiara、Tarantula、Massattack / 作曲：Tiara、Tarantula、Massattack、Jeff Miyahara、BAYA / 編曲・プロデュース：Jeff Miyahara
3. ホントのキモチ 
  - 作詞:Kanata Okajima / 作曲：Junichi Hoshino / 編曲・プロデュース：Junichi Hoshino
4. キラ☆キラ
  - 作詞・作曲：Tiara
5. ラブレター with SHIKATA   
  - 作詞：Tiara、SHIKATA / 作曲・ 編曲・プロデュース：SHIKATA
6. be with you
  - 作詞：MONA / 作曲・編曲・プロデュース：Ryosuke"Dr.R"Sakai
7. 時をとめて feat. WISE
  - 作詞：Tiara、WISE / 作曲・編曲・プロデュース：Jeff Miyahara
8. きっと、大丈夫
  - 作詞・作曲：Tiara
9. Dreamin’ 
  - 作詞：Tiara / 作曲・編曲・プロデュース：Hitoshi harukawa
10. WINTER GIFT with MIHIRO 〜マイロ〜
  - 作詞：H.U.B / 作曲・ 編曲・プロデュース：Hitoshi harukawa
11. 元気を出して
  - 作詞：竹内まりや / 作曲：竹内まりや
  - 竹内まりやのカバー
12. おやすみ
  - 作詞・作曲：Tiara / 編曲：BU-NI

## タイアップ
笑顔のキミが好きだから with YUKA from moumoon
テレビ東京「流派-R」1月度オープニングテーマ
日本テレビ系「PON!」1月エンディングテーマ
日本テレビ「ポシュレデパート深夜店」1月オープニングテーマ
ありがとう。愛してた人 feat. Spontania
日本テレビ系「ハッピーMusic」2011年8月オープニングテーマ
ホントのキモチ
「イオンのお中元 2011 夏ギフト」CMソング
be with you
ザ・グランドティアラ CMソング
時をとめて feat. WISE
日本テレビ系「ハッピーMusic」2011年7月POWER PLAY
WINTER GIFT with MIHIRO 〜マイロ〜
テレビ朝日系「FUTURE TRACKS→R」2011年12月度ENDING TRACKS
日本テレビ「ポシュレデパート深夜店」2011年11月度オープニングテーマ